# Antoni Domènech
Antoni Domènech Figueras (Barcelona, España, 1952-17 de septiembre de 2017) fue un filósofo español.

## Biografía
Militante desde muy joven en la resistencia clandestina antifranquista desde las filas del PCE-PSUC, Antoni Domènech estudió filosofía y derecho en la Universidad de Barcelona. En Barcelona se formó intelectualmente con profesores como los helenistas Emilio Lledó (1927-) y Miguel Candel (1944-), y el filósofo de la ciencia Jesús Mosterín (1941-2017), pero la influencia principal la recibió del lógico, filósofo y político comunista expulsado de la universidad franquista Manuel Sacristán (1925-1985), con quien compartió ideas, proyectos editoriales y actividad política. Luego estudió filosofía y teoría social en la Universidad Goethe de Fráncfort y en el Instituto de Filosofía de la FU de Berlín.
En sus años en la República Federal de Alemania, mantuvo una estrecha amistad personal e intelectual con el filósofo, historiador y crítico literario marxista Wolfgang Harich (1923-1995) —expulsado en 1956 de la Universidad Humboldt de Berlín-Este por el gobierno estalinista de Walter Ulbricht, y nunca más reintegrado a la vida académica—, y recibió también la influencia del filósofo analítico Ernst Tugendhat (1930-), su director de investigación en la FU de Berlín en 1982-84.
Desde 1994 fue catedrático de Filosofía de las Ciencias Sociales y Morales en la Facultad de Ciencias Económicas de la Universidad de Barcelona, y fue profesor invitado en el Instituto de Filosofía y Ciencias del Espíritu de la Phillips-Universität de Marburgo (2003-04) y en el Centro para el Análisis Económico-social de la École des Ponts et Chausées de París (1990-1991), entonces dirigido por el economista y matemático Serge-Christophe Kolm.
En 1989 publicó De la ética a la política. De la razón erótica a la razón inerte (Crítica, 1989), una reconstrucción con técnicas formales (como la teoría matemática de juegos) de ciertos momentos decisivos de la historia de la filosofía práctica occidental en una clave hermenéutica republicana que ha resultado muy influyente en la filosofía política escrita en lengua castellana. Quince años más tarde apareció El eclipse de la fraternidad. Una revisión republicana de la tradición socialista (Crítica, 2004). Se trata de una investigación sobre el significado profundo de la fraternidad revolucionaria como metáfora conceptual y como programa del ala democrático-plebeya de la Ilustración europea, que puede leerse como una revisión republicana de la tradición socialista, pero también, al revés, como una revisión socialista de la tradición republicana.
Antoni Domènech fue conferenciante invitado en numerosas universidades europeas (Louvain La Neuve, París-Jussieux, Marburg, Oxford…) e iberoamericanas (Buenos Aires, México, Lima, Santiago de Chile, Caracas, Bogotá, Universidad del Amazonas en Pará…), y desarrolló una intensa labor editorial en el mundo de habla castellana como introductor y/o traductor de importantes pensadores contemporáneos de las más variadas corrientes (John Rawls, Jürgen Habermas, Robert Nozick, Jon Elster, Wolfgang Harich, John Roemer, Pierre Vilar, John Searle, Mike Davis, Edward P. Thompson, Philippe van Parijs…).
Autor de numerosos artículos sobre temas de sus varias especialidades académicas (filosofía de las ciencias sociales, filosofía del derecho, teoría formal de la racionalidad, filosofía política, historia de las ideas y de los conceptos políticos, Aristóteles, Marx) en revistas especializadas, tuvo también una intensa actividad como publicista político, fue cofundador y redactor de varias revistas de intervención y crítica político-cultural, como Materiales (1977-79) o mientrastanto (1979-1987). Fue editor general de la revista política internacional Sin Permiso (2005-2017) y era miembro de la sección española del Basic Income Earth Network (Red Renta Básica), cuyo actual presidente es su amigo y colaborador científico Daniel Raventós. Ambos han escrito y firmado conjuntamente distintos trabajos filosóficos y políticos sobre republicanismo y la renta básica

## Libros publicados
- Domenech, Antoni. El eclipse de la fraternidad: Una revisión republicana de la tradición socialista. Akal. 2019. ISBN: 978-84-460-4725-4
- Domenech, Antoni. De la ética a la política: de la razón erótica a la razón inerte. Crítica. 1989.  ISBN: 84-7423-427-1
- Domenech, Antoni. La democracia republicana fraternal y el socialismo con gorro frigio Editorial de Ciencias Sociales. 2017. La Habana ISBN: 978-959-06-1861-1

## Artículos en Sin Permiso (selección)
- En colaboración con Daniel Raventós y Gustavo Buster: Posdata al editorial: ¿Pero qué esperaban en Ripoll y en Barcelona? 27-8-2017
- En colaboración con Jordi Arcarons, Daniel Raventós y Lluís Torrens Un modelo de financiación de la Renta Básica para el conjunto del Reino de España: sí, se puede y es racional 7-12-2014
- En colaboración con Daniel Raventós y Gustavo Buster: Independentistas en la niebla 15-09-2013
- En colaboración con Daniel Raventós y Gustavo Buster: España entra en la espiral de la muerte 15-07-2012
- En colaboración con Gustavo Buster y Daniel Raventós: Y después de la Huelga General, ¿qué? 3-10-2010
- En colaboración con Alejandro Nadal, Gustavo Buster y Daniel Raventós: La UE y Zapatero se superan, o cuando los locos son los lazarillos de los ciegos 17-5-2010
- Cuba y los Estados Unidos, 50 años después 28-12-08
- 125 aniversario de la muerte de Marx. Entrevista 16-03-08
- Presentación de las versiones castellana y catalana de "La doctrina del shock" de Naomí Klein 28-10-07
- Por qué es importante seguir conmemorando el 14 de abril 15/04/07
- Recuerdo de Manuel Sacristán, veinte años después 30/06/05